# Walter D. Edmonds
Pour les articles homonymes, voir Edmonds.
Walter « Wat » Dumaux Edmonds, né le 15 juillet 1903 et mort le 24 janvier 1998, est un écrivain américain surtout connu pour ses romans historiques. L'un d'eux, Drums Along the Mohawk (1936), a été adapté en long métrage Technicolor en 1939 : Sur la piste des Mohawks. Il est réalisé par John Ford et met en vedette Henry Fonda et Claudette Colbert.

## Biographie
Edmonds est né à Boonville, dans l'état de New York. En 1919, il entre à la Choate School (maintenant Choate Rosemary Hall) à Wallingford, dans le Connecticut. Ayant initialement l'intention d'étudier le génie chimique, il s'intéresse davantage à l'écriture et travaille comme rédacteur en chef du Literary Magazine de Choate. Il sort diplômé de Harvard en 1926, où il a édité The Harvard Advocate, un magazine d'art et de littérature, et où il a étudié avec Charles Townsend Copeland (en), écrivain et poète américain. Il épouse Eleanor Stetson en 1929. Ils auront trois enfants.
En 1929, il publie son premier roman, Rome Haul, un ouvrage sur le canal Érié. Le roman a été adapté en pièce de théâtre en 1934, The Farmer Takes a Wife et en film en 1935 sous le même nom.
Drums Along the Mohawk figure sur la liste des best-sellers pendant deux ans, juste après le célèbre roman de 1936 de Margaret Mitchell, Autant en emporte le vent.
Edmonds a finalement publié 34 livres, surtout pour les enfants, ainsi qu'un certain nombre d'histoires pour magazines. Il remporte le Lewis Carroll Shelf Award en 1960, et la Médaille Newbery en 1942, pour The Matchlock Gun, et le National Book Award for Young People's Literature en 1976, pour Bert Breen's Barn.
À la mort de sa femme en 1956, il épouse Katherine Howe Baker Carr qui mourra en 1989. Walter Edmonds meurt à Concord, dans le Massachusetts, en 1998.

## Œuvres

### Romans
- (en) Rome Haul, 1929
- (en) The Big Barn, 1930
- (en) Erie Water, 1933
- (en) Drums Along the Mohawk, 1936
- (en) Chad Hanna, 1940
- (en) Young Ames, 1942
- (en) Two Logs Crossing: John Haskell's Story, 1943
- (en) The Wedding Journey, 1947
- (en) The Boyds of Black River, 1953
- (en) Wolf Hunt, 1970

### Romans pour la jeunesse
- (en) The Matchlock Gun, 1941Médaille Newbery de 1942.
- (en) Tom Whipple, 1942
- (en) Cadmus Henry, 1949
- (en) Time to Go House, 1969
- (en) Bert Breen's Barn, 1975

### Roman autobiographique
- (en) The South African Quirt, 1985[9]

### Recueils d'histoires courtes
- (en) In the Hands of the Senecas, 1947
- (en) Seven American Stories, 1970
- (en) The Night Raider and Other Stories, 1980
- (en) Mostly Canallers, 1987

### Non-fiction
- (en) They Fought with What They Had: The Story of the Army Air Forces in the Southwest Pacific, 1941-1942, 1951
- (en) The Musket and the Cross: The Struggle of France and England for North America, 1968
- (en) Tales My Father Never Told, 1995

## Adaptations
Plusieurs de ses œuvres sont adaptées au cinéma et à la télévision :
- Rome Haul : La Jolie batelière (The Farmer Takes a Wife) réalisé par Victor Fleming en 1935. Il est adapté une nouvelle fois en 1953 par Henry Levin : La Jolie batelière.
- Drums Along the Mohawk : Sur la piste des Mohawks, réalisé par John Ford en 1939.
- Chad Hanna : La Roulotte rouge ou La Belle Écuyère (Chad Hanna), réalisé par Henry King en 1940.
- The Boyds of Black River : Harness Fever, téléfilm réalisé par Don Chaffey en 1977. Adapté à nouveau sous le titre Born to Run (1979, en deux parties) dans Le Monde merveilleux de Disney.